# 淇澳大桥
淇澳大桥是一座位于中国广东省珠海市的斜拉桥。该桥为双塔独柱式单索面预应力混凝土三孔斜拉桥，设有双向6车道，横跨珠江，西起唐家湾镇，上跨金星门水道，东至淇澳岛，全长1267米，其中主桥长673米，主跨320米。
淇澳大桥亦为1983年提出的伶仃洋大桥中的西端组成部分，目前该桥的淇澳岛侧仍预留有接口。

## 历史
淇澳大桥始建于1993年，1999年5月31日完成主桥合龙工程；2001年全桥竣工，并通车运营。
淇澳大桥建设期间，中国的桥梁建造装备和经验尚属匮乏，因此建造过程中曾遭遇技术困难，整座大桥的建设耗时7年之久；淇澳大桥的建设亦为后续建设港珠澳大桥提供了建设经验。